# Денисов, Николай Ильич
Николай Ильич Денисов (род. 1 октября 1945, Киев) — российский актёр, драматург и поэт, автор текстов песен, продюсер, Заслуженный артист Российской Федерации (2005), член президиума Российского авторского общества (РАО), многократный лауреат телевизионных фестивалей «Песня года», член жюри многих музыкальных конкурсов («Шлягер года», «Утренняя звезда», «Славянский базар» и других), творческий продюсер ряда проектов.

## Биография
Николай Ильич Денисов родился в семье коренных петербуржцев. В 1970 году окончил актёрское отделение Ленинградского института театра, музыки и кинематографии (ЛГИТМиК). Работал в Псковском Драматическом театре имени Пушкина, Ленинградском Театре на Литейном, Ленконцерте, писал юмористические обозрения, сценарии для «капустников».
В 1978 году Денисов познакомился с Анатолием Кальварским. На музыку этого композитора Николай написал свои первые четыре песни. Первым исполнителем его песен стал актёр театра и кино Андрей Миронов, выпустивший в 1980 году пластинку «Четыре баллады». С этого же времени Николай Денисов начинает писать стихи для песен В. Леонтьева, среди которых: «Кабаре», «Я заводной», «Шери», «Кленовый лист», «Ночной звонок», «Ягодка моя». Помимо Леонтьева песни на его стихи в разные годы исполняли также Эдита Пьеха, Людмила Гурченко, группа НА-НА, группа «Земляне», Надежда Бабкина, Николай Караченцов, Михаил Боярский, Павел Смеян, Дмитрий Певцов, Максим Аверин, София Ротару, Николай Басков, Филипп Киркоров, Михаил Шуфутинский, Людмила Сенчина, Анне Вески, Лариса Долина, Альберт Асадуллин, группа «Союз», Марина Цхай, Зара и другие. Среди постоянных соавторов Николая Денисова в песенном жанре такие композиторы, как Анатолий Кальварский, Владимир Евзеров, Лора Квинт, Александр Клевицкий, Максим Дунаевский, Евгения Зарицкая
В качестве драматурга Николай Денисов постоянно сотрудничает с театрами Санкт-Петербурга. В театре «Балтийский дом» много лет с успехом шёл, а в Театре Буфф идёт сейчас детский мюзикл «Стойкий Оловянный Солдатик» с музыкой Сергея Баневича, со стихами и диалогами Николая Денисова. Это произведение поставлено во многих городах России и за её пределами. В Санкт-Петербургском театре «Бенефис» (художественный руководитель Михаил Боярский) шла одноимённая музыкально-юмористическая программа, в которой Николай Денисов выступал вместе с известными артистами, поющими песни на его стихи. На петербургском отделении РТР ряд лет Николай Денисов был ведущим еженедельной музыкальной телепередачи «Рио-Рита». За рубежом так же идут спектакли с песнями на стихи Денисова — в драматическом театре Хельсинки (Финляндия) с 1995 года идёт спектакль «Три сестры» по А. П. Чехову и в Кёльнском драматическом театре (Германия) поставлена пьеса «Анастасия», где главная героиня исполняет его романс на русском языке.
В последнее время в Москве состоялись премьеры нескольких мюзиклов, где автором либретто был Николай Денисов. Первый — в 2010 году — мюзикл «Любовь и шпионаж», с музыкой Максима Дунаевского, главные роли в котором исполнили Лариса Долина и Дмитрий Харатьян. В октябре 2012 года был поставлен мюзикл «Я — Эдмон Дантес», музыку к которому написала Лора Квинт, а главную роль в котором сыграл Дмитрий Певцов. 11 февраля 2015 года в Пермском Академическом Театре-Театре состоялась премьера новой версии мюзикла «Я — Эдмон Дантес!» под названием «Монте-Кристо. Я — Эдмон Дантес!» в постановке режиссёра Бориса Мильграма. В октябре 2015 года в Санкт-Петербургском государственном музыкально-драматическом театре «Буфф» Исаака Штокбанта состоялась премьера мюзикла «Дневник авантюриста» по пьесе А. Н. Островского (автор либретто Николай Денисов, композитор Максим Дунаевский, режиссёр Исаак Штокбант). В октябре 2017 года на сцене театра «Буфф» с успехом состоялась премьера и нового мюзикла Максима Дунаевского по пьесе Николая Денисова «Эзоп».
В декабре 2013 года «Первым музыкальным Издательством» был выпущен музыкальный альбом «Многоточие…» с песнями на стихи Николая Денисова в исполнении Максима Аверина, музыку к которым написала композитор Лора Квинт.
1 апреля 2016 года в Пермском Академическом Театре-Театре состоялась премьера русского водевиля «На всякого мудреца довольно простоты» по пьесе А .Островского (режиссёр Борис Мильграм, стихи Николая Денисова, музыка Лоры Квинт). Постановка признана яркой, новаторской, но не искажающей классическое произведение. В 2017 году водевиль был выдвинут на премию «Золотая маска» в номинации «Лучший спектакль» и признан одной из лучших постановок сезона. И ещё одна яркая премьера композитора Лоры Квинт, поэта Николая Денисова и режиссёра Бориса Мильграма состоялась в «Театре-Театре» в конце 2017 года: сказочный мюзикл «Карлик Нос». В марте 2018 года с большим успехом в Алтайском государственном театре музыкальной комедии города Барнаула состоялась премьера мюзикла «Я — Эдмон Дантес!» (музыка Лоры Квинт, пьеса и стихи Николая Денисова). 8 марта 2019 года в Иркутском областном музыкальном театре имени Загурского с большим успехом прошла премьера мюзикла «Монте-Кристо. Я -Эдмон Дантес» (музыка Лоры Квинт, пьеса и стихи Николая Денисова) режиссёра Натальи Печерской.
10 мая 2019 года премьера мюзикла «Граф Монте-Кристо. Я — Эдмон Дантес» в постановке Сергея Голомазова с огромным успехом прошла в Рижском драматическом русском театре имени М. Чехова. Премьеру посетил президент Латвии Раймондс Вейонис с супругой. Критики и публика единодушно признали постановку лучшей за все историю этого прославленного театра и не жалели хвалебных эпитетов автору музыки и драматургу-поэту.
Большим успехом в 2017—2019 годах во многих городах России и за рубежом пользовался спектакль «Триумфальная арка» (по роману Э. М. Ремарка) в постановке Льва Рахлина, в котором Николай Ильич играет роль доктора Вебера.
С 2017 по 2024 год на сцене санкт-петербургского театра «Буфф» имени Исаака Штокбанта состоялись премьеры ещё нескольких мюзиклов Николая Денисова: «Банкрот» (на музыку С. Ушакова), «Коломба» и «Любовь, чума, Верона» (на музыку М. Дунаевского), «Тайна третьей планеты» (на музыку С. Плешака).
7 октября 2023 года в Московском Театре на Таганке с успехом прошла премьера мюзикла «Фигаро» (стихотворный текст Николая Денисова по пьесе Бомарше, режиссёр Денис Бокурадзе, композитор Арсений Плаксин).
В 2024 году в Мариинском театре Санкт-Петербурга состоялась премьера оперы композитора Александра Чайковского, либретто Николая Денисова «Милосердие» по пьесе Николая Рериха. Ранее генеральная репетиция оперы состоялась в московском концертном зале «Зарядье» .
С 2001 года Николай Денисов постоянно живёт в Москве, периодически снимается в кино и телесериалах. В Центральном Доме актёра имени А. Яблочкиной Николай Денисов выступает как актёр в двух спектаклях театральной труппы «Блуждающие звёзды», где играет Ивана Васильевича в «Театральном романе» М. Булгакова и Ветлугина в постановке «Синее небо, а в нём облака» (по пьесе В. Арро «Прощание с Ветлугиным»).

## Фильмография

### Актёр
1974 - Последнее лето детства - Славка
1976 — «Сентиментальный роман» — Шура Севастьянов
1978 - "Баламут" - Саня
- 1981 — «Повести Белкина». Выстрел (фильм-спектакль)
- 1981 — «Теплое место» — Вася Хайруллин (фильм-спектакль)
- 1982 — «Нежность к ревущему зверю» — Виктор Захарович Извольский
- 1987 — «Следствие ведут ЗнаТоКи. Бумеранг» — Калмыков
- 1987 — «Визит к минотавру» — Гварнери Дель-Джезу
- 1990 — «Сломанный свет» — Стасик
- 1992 — «Искупительная жертва» — князь Долгоруков
- 2003 — «Убойная сила 4» — эпизод
- 2006 — «Конец света» — главврач больницы
- 2008 — «Встречная полоса» — Глеб Тимофеев, начальник отдела ДПС
- 2009 — «Улицы разбитых фонарей» — врач
- 2011 — «Без правил» — балетмейстер Эмиль Каминский
- 2012 — «Следственный комитет. Профессионалы» — Александр Редюк
- 2013 — «Рок-н-ролл под Кремлём» — Ильяс Бакиев («дядя Коля»)
- 2013 — «Поцелуйте невесту» —

## Театр

### Роли в театре (избранные)
- 2000 год — «Скандал в шоу-бизнесе» (пьеса Николая Денисова, Санкт-Петербургский театр «Бенефис») — продюсер Григ
- 2001 год — «Театр» (С. Моэм, Санкт-Петербургский театр «Приют комедианта») — Майкл Госселин
- 2003 год — «Тётка Чарлея из Бразилии» (Б. Томас, Санкт-Петербургский театр «Приют комедианта») — полковник Френсис Чесней
- 2007 год — «Покровские ворота» (Л. Зорин, Санкт-Петербургский театр «Две столицы») — актёр Аркадий Велюров
- 2010 год — «Любовь до потери памяти» (В. Красногоров, Санкт-Петербургский антрепризный театр) — Врач
- 2011 год — «Шашни старого козла» (А. Крым, Московский театр «Миллениум») — муж-композитор Александр Евгеньевич
- 2017 год — «Триумфальная Арка» (Театр Двух Столиц под руководством Льва Рахлина, по роману Э. М. Ремарка) — доктор Вебер
- 2023 год — «Театральный роман» (Дом Актёра имени А. Яблочкиной, труппа «Блуждающие звёзды», по повести М. Булгакова) — Иван Васильевич
- 2023 год — «Рождённые Россией» (антреприза) — Князь Пожарский
- 2024 год — «Руслан и Людмила» (антреприза) — Финн
- 2024 год — «Синее небо, а в нём облака» (Дом Актёра имени А. Яблочкиной, труппа «Блуждающие звёзды», по пьесе В. Арро  «Прощание с Ветлугиным» М. Булгакова) — Ветлугин

### Автор либретто
- 1986 год — «Стойкий оловянный солдатик» (музыка Сергея Баневича, Ленинградский государственный театр им. Ленинского комсомола, постановка Геннадия Егорова)
- 1991 год — «Джельсомино» (музыка Александра Клевицкого, Санкт-Петербургский театр «Рок-опера»)
- 1996 год — «Гадкий утёнок» (музыка В. Калле, Санкт-Петербургский театр «Рок-опера»)
- 1997 год — «Корабль дураков» (музыка Александра Клевицкого, Санкт-Петербургский театр «Рок-опера»)
- 1997 год — «Шерлок Холмс и королева Богемии» (музыка Владислава Успенского, Санкт-Петербургский театр «Буфф»)
- 1999 год — «Дитя XXI века» (мюзикл-мистерия, музыка Евгении Зарицкой, шоу-группа «Саманта», «Гигант-Холл», Санкт-Петербург)
- 2000 год — «Скандал в шоу-бизнесе» (музыкальный фарс, Санкт-Петербургский театр «Бенефис»)
- 2010 год — «Любовь и шпионаж» (музыка Максима Дунаевского)
- 2012 год — «Я — Эдмон Дантес» (музыка Лоры Квинт, Московский «Театриум на Серпуховке»)[1][2]
- 2015 год — «Монте-Кристо. Я — Эдмон Дантес!» (музыка Лоры Квинт, Пермский академический Театр-Театр)
- 2015 год — «Дневник авантюриста» (музыка Максима Дунаевского, Санкт-Петербургский театр «Буфф»)[7]
- 2016 год — «На всякого мудреца довольно простоты» (музыка Лоры Квинт, Пермский академический Театр-Театр)
- 2017 год — «Эзоп» (музыка Максима Дунаевского, Санкт-Петербургский театр «Буфф»)
- 2018 год — «Банкрот» (музыка Сергея Ушакова, Санкт-Петербургский театр «Буфф»)
- 2019 год — «Коломба» (музыка Максима Дунаевского, Санкт-Петербургский театр «Буфф»)
- 2021 год — «Любовь, чума, Верона» (музыка Максима Дунаевского, Санкт-Петербургский театр «Буфф»)
- 2023 год — «Фигаро» (музыка А. Плаксина, Московский театр на Таганке)
- 2024 год — «Тайна третьей планеты» (музыка С. Плешака,  Санкт-Петербургский театр «Буфф»)
- 2024 год — «Милосердие» (музыка А. Чайковского, Мариинский театр Санкт-Петербурга)

## Автор текстов песен (избранные произведения)
- «Ах, мама-маменька» (музыка Лоры Квинт), исполняет Надежда Бабкина
- «Бездомная любовь» (музыка Горобец Руслан), исполняет Валерий Леонтьев
- «Белый рояль» (музыка Лоры Квинт), исполняет Максим Аверин
- «Бум-бум» (музыка Лоры Квинт), исполняет Максим Аверин
- «Ветер знает» (музыка Владимира Евзерова), исполняет Валерий Леонтьев
- «Взрослая дочь молодого человека» (музыка Александра Клевицкого), исполняют Михаил Боярский и Кристина Аглинц
- «Время не лечит» (музыка А. Бениша), исполняет Валерий Леонтьев
- «Дети Земли» (музыка Александра Морозова), исполняет Эдита Пьеха
- «Джованна» (музыка Лоры Квинт), исполняет Павел Смеян
- «Зацелую, заревную, залюблю» (музыка Лоры Квинт), исполняет Максим Аверин
- «Зеркало» (музыка Юрия Саульского), исполняет Лариса Долина
- «Кабаре» (музыка Раймонда Паулса), исполняет Валерий Леонтьев
- «Казачка Надя» (музыка Владимира Евзерова), исполняет Надежда Бабкина
- «Как? Почему?» (музыка Александра Клевицкого), исполняют Надежда Бабкина и Евгений Гор
- «Картина любви» (музыка Вячеслав Малежик), исполняют Павел Смеян и Наталья Ветлицкая
- «Кленовый лист» (музыка Владимира Евзерова), исполняет Валерий Леонтьев
- «Кто в доме генерал» (музыка Владимира Евзерова), исполняет Анна Резникова
- «Кукловод» (музыка Лоры Квинт), исполняет Дмитрий Певцов
- «Любовь и ложь» (музыка Александра Клевицкого), исполняет Сергей Пенкин
- «Любовь стучится в дверь» (музыка Л. Чижика), исполняет Эдита Пьеха
- «Люди в погонах» (музыка Владимира Евзерова), исполняет Николай Караченцов[26]
- «Мой берег — Россия» (музыка Александра Клевицкого), исполняет Витас
- «Ночной звонок» (музыка Владимира Евзерова), исполняет Валерий Леонтьев
- «Ночь любви» (музыка Лоры Квинт), исполняет София Ротару
- «Отзовись» (музыка Игоря Крутого), исполняет Филипп Киркоров
- «Праздник без тебя» (музыка Лоры Квинт), исполняет Валерий Леонтьев
- «Праздничный торт» (музыка Валерия Севастьянова), исполняет Эдита Пьеха
- «Привет, артист!» (музыка Лоры Квинт), исполняют Николай Караченцов[27], Ефим Шифрин и группа «На-на», Максим Аверин
- «Русская тоска» (музыка Максима Дунаевского), исполняет Дмитрий Харатьян и Лариса Долина
- «Русский характер» (музыка А. Бениша), исполняет Юрий Кононов
- «Рыжая девочка» (музыка Владимира Евзерова), исполняет Валерий Леонтьев
- «Соловей -разбойник» исполняет группа НА-НА, лауреат Песни-91
- «Улыбка на всех» (музыка Велло Тоомеметса), исполняет Анне Вески, лауреат Песни-86
- «Цветёт малина за окном» (музыка Владимира Евзерова), исполняют София Ротару и Николай Басков
- «Шери» (музыка Владимира Евзерова), исполняет Валерий Леонтьев
- «Шестая жизнь» (музыка Владимира Евзерова), исполняет Валерий Леонтьев
- «Шестая жизнь» (музыка Олега Кваши) исполняет Николай Караченцов[27]
- «Я заводной» (музыка А.Потёмкина), исполняет Валерий Леонтьев
- «Я тебя благодарю» (музыка Владимира Евзерова), исполняет Витас
- «Яблочное лето» (музыка Владимира Евзерова), исполняет Валерий Леонтьев
- «Ягодка» (музыка Владимира Евзерова), исполняет Валерий Леонтьев

## Дискография
- Прикоснись (В. Леонтьев поёт песни Н. Денисова) (Anima Vox, CD, 1994)
- Сaмули Эдельман. «Как? Почему?» (на финском языке) (BMG, Хельсинки, миньон, 1997)

## Семья
- Жена — Елена Самуиловна Рубина (род. 11 апреля 1940), актриса театра и кино (с 1970 года).
- Дочь жены — Мария Олеговна Рубина (род. 20 марта 1961)[28], актриса Санкт-Петербургского театра «Балтийский дом».
- Внучка — Анастасия Быстрова, выпускница Литературного института имени Горького.